# Lijst van afleveringen van Buurman en Buurman
Dit is een lijst van afleveringen van de Tsjechische poppenanimatieserie Buurman en Buurman, zoals ze verschenen op de Tsjechische dvd's.

## Overzicht van reeksen en producenten
Het maken van stop-motion is zeer arbeidsintensief en de studio doet dan ook zo’n drie maanden over het maken van een aflevering. Om de productie te verhogen werd er in sommige periodes hulp ingeroepen van aanvullende producenten.
| Reeks                      | Periode   | Afleveringen | Productiebedrijf                                                                      |
| -------------------------- | --------- | ------------ | ------------------------------------------------------------------------------------- |
| Kuťáci                     | 1976      | 1            | Krátký film Praha a.s. - Studio Jiřího Trnky                                          |
| …a je to!                  | 1979-1985 | 28           | Krátký film Praha a.s. - Studio Jiřího Trnky (in opdracht van de Slowaakse televisie) |
| Pat a Mat                  | 1989-1990 | 6            | Krátký film Praha a.s. - Studio Jiřího Trnky                                          |
| Pat a Mat: … a je to!      | 1992-1994 | 14           | aiF s.r.o.                                                                            |
| Niet officieel uitgebracht | 1998      | 1            | aiF s.r.o.                                                                            |
| Pat a Mat se vracejí       | 2003-2004 | 10           | Atéliery Bonton Zlín a.s.                                                             |
| Pat a Mat se vracejí       | 2003-2004 | 12           | Patmat s.r.o.                                                                         |
| Pat a Mat se vracejí       | 2003-2004 | 6            | Anima s.r.o.                                                                          |
| Pat a Mat na venkově       | 2009-2015 | 13           | Patmat s.r.o.                                                                         |
| Pat a Mat nás baví         | 2018      | 13           | Patmat film s.r.o. (met ondersteuning van Steamworks Creative Co. Ltd.)               |
| Pat a Mat v zimě           | 2018-2019 | 13           | Patmat film s.r.o. (met ondersteuning van Steamworks Creative Co. Ltd.)               |
| Pat a Mat kutí             | 2019-2020 | 13           | Patmat film s.r.o. (met ondersteuning van Steamworks Creative Co. Ltd.)               |
| Voetnoten                  |           |              |                                                                                       |

## Overzicht van afleveringen per reeks
| Dvd                | N°         | Productiejaar | Nederlandse titel                                                     | Originele titel      | Regisseur          | Korte beschrijving |
| ------------------ | ---------- | ------------- | --------------------------------------------------------------------- | -------------------- | ------------------ | --- |
| Seizoen 1          | Seizoen 1  | 1976          | Geknoei                                                               | Kuťáci               |                    | |
| 1-1                | 1          | 1976          | Geknoei                                                               | Kuťáci               | Lubomír Beneš      | Mat bereidt een maaltijd voor nadat hij kip in de oven zet. Zodra hij de afwas doet, gaat de kraan echter kapot en slaagt hij er nauwelijks in de afwas te doen. Om het water dat onder de waterleiding lekte af te voeren, boort hij een gat in de keukenvloer om het water naar beneden te laten stromen, het appartement onder hem (waar Pat woont) wordt echter getroffen door deze nattigheid. Wanneer Mat Pat de kip wil serveren, wordt de kip opgezogen door de afzuigkap. |
| Voetnoten 1.       |            |               |                                                                       |                      |                    | |
| Seizoen 2          | Seizoen 2  | 1979-1985     | ...Voor mekaar! Buurman en Buurman                                    | ...A je to!          |                    | |
| 1-2                | 2          | 1979          | Behangen                                                              | Tapety               | Lubomír Beneš      | Mat probeert een blikje goulash te openen. Wanneer hij er een beitel insteekt, spettert de goulash over het hele behang. Zodra Mat alle spullen uit zijn huiskamer in de keuken heeft gezet, probeert hij opnieuw te behangen, maar komt op een gegeven moment vast te zitten in een rol behang. Hij roept Pat door met zijn bezem op de grond te tikken. Aan het eind van de klus herschikken de buurmannen het meubilair. Na de herschikking maakt Mat dezelfde fout als in het begin en spettert de goulash opnieuw over het hele behang. |
| 1-3                | 3          | 1979          | Boekenkast                                                            | Dielňa               | Lubomír Beneš      | Mat heeft een enorme verzameling boeken, waardoor hij bijna niks meer kan vinden. Hij heeft een hobbyboek besteld om inspiratie op te doen. Hij probeert met verschillende materialen een boekenkast in elkaar te zetten, maar wanneer Pat aankomt met nieuwe boeken en Mat deze op de rand van de boekenkast legt, blijkt algauw dat de materialen die hij momenteel tot zijn beschikking heeft niet sterk genoeg zijn. Om geld in te zamelen voor nieuw gereedschap besluiten de buurmannen diverse boeken te verkopen. |
|                    | 4          | 1979          | Tapijt                                                                | Koberec              | Lubomír Beneš      | Pat is aan het schoonmaken en morst inkt op zijn tapijt wanneer hij het schoonmaakt. Terwijl hij de inkt probeert te verwijderen, wordt de vlek alleen maar groter. Pat roept de hulp van Mat in om het tapijt schoon te maken. Tegelijkertijd moeten de buurmannen een manier vinden om de kast waar het tapijt onder ligt op te tillen, zodat het tapijt verschoven en zorgvuldig gereinigd kan worden. |
| 1-5                | 5          | 1979          | Schommelstoel                                                         | Hojdacie kreslo      | Lubomír Beneš      | Mat nodigt Pat uit om bij hem in huis televisie te komen kijken. Mat zit de hele tijd heen en weer te schommelen met zijn stoel, maar kukelt telkens achterover. Hierop besluit Pat een echte schommelstoel te maken. De behendigheid van de twee buurmannen blijkt in deze aflevering bijzonder slecht, beide buurmannen verwonden zichzelf namelijk een aantal keer. |
| 1-6                | 6          | 1979          | Schilderij                                                            | Obraz                | Lubomír Beneš      | Pat en Mat zijn van plan een schilderij op te hangen. Na ongeveer twee minuten besluiten ze om het schilderij in stukjes te zagen en wordt het schilderij naar binnen gebracht om opnieuw in elkaar te zetten. Het lukt de twee buurmannen echter niet het schilderij op de juiste manier weer terug in elkaar te knutselen en een groot deel van het behang scheurt uiteindelijk. Zodra Pat en Mat besluiten het schilderij aan de andere kant van de kamer te plaatsen, gebruiken ze onder andere een gradenboog, kompas en rekenmachine om aan te geven hoe het schilderij opgehangen moet worden. |
| 1-7                | 7          | 1979          | Garage                                                                | Garáž                | Lubomír Beneš      | Pat en Mat proberen hun auto in de garage te parkeren, maar door hun onvoorzichtigheid breken diverse onderdelen van de auto af en het parkeren blijkt later ook moeilijker dan ze eerst dachten. |
| 1-8                | 8          | 1979          | Schaken                                                               | Svetlo               | Lubomír Beneš      | Pat en Mat willen schaken, maar alle schaakstukken zijn wit. Mat kookt de schaakstukken in zwarte kippensaus om de schaakstukken de juiste kleur te geven. Pat heeft echter alleen pionnen in de pan gestopt en alleen de andere schaakstukken zijn nog wit. Zodra de buurmannen eindelijk kunnen schaken, springt de lamp en moeten de buurmannen een nieuwe gloeilamp plaatsen. Zoals gewoonlijk maken ze dingen kapot terwijl ze de gloeilamp proberen te vervangen. |
| 1-9                | 9          | 1981          | Platenspeler                                                          | Gramofón             | Lubomír Beneš      | Pat heeft een platenspeler gekocht en nodigt Mat uit om zijn lp's bij hem te komen luisteren. Algauw blijkt dat de platenspeler niet goed werkt en de muziek bijna onhoorbaar afspeelt. Mat neemt een slingergrammofoon mee, maar de lp is krom gebogen. Zodra de lp recht gebakken is blijkt de lp te groot voor de slingergrammofoon. Hierop knippen de buurmannen alle lp's kleiner, maar ze worden allemaal te klein. Mat neemt nog meer lp's mee, maar struikelt over een stoel waardoor alle platen verbrijzelen. Zodra de buurmannen de verbrijzelde lp's aan elkaar hebben gelijmd, komt er eindelijk muziek uit de luidspreker van de grammofoon. |
| 1-10               | 10         | 1981          | Kippetje grillen                                                      | Grill                | Lubomír Beneš      | Mat is van plan kip te gaan eten, maar de plastic verpakking is behoorlijk glad en daardoor haast niet vast te pakken. Doordat de kip bevroren is, past ze niet in de oven. Zodra Mat de hulp van Pat inroept blijkt Mat een enorme voorraad kip in de koelkast te hebben. Uiteindelijk is toch de volledige voorraad kip verdwenen. In plaats daarvan worden zelfs worstjes gegrild, maar er is geen ventilatiegat en dus zijn ze bedekt met rook. |
| 1-11               | 11         | 1982          | Verhuizing                                                            | Sťahovanie           | Lubomír Beneš      | Pat en Mat gaan tijdelijk verhuizen naar een kleine vervallen datsja. Tijdens hun rit richting platteland laten ze continu alle goederen uit de auto vallen. Zodra de buurmannen eindelijk op het platteland zijn aangekomen en proberen zich een weg te banen door een smalle poort, vernielen ze bijna al hun bezittingen, alsook hun auto. |
| 2-1                | 12         | 1982          | Water                                                                 | Voda                 | Lubomír Beneš      | Pat en Mat zijn van plan hun tuin op het platteland te versieren. Wanneer ze water proberen op te pompen om het veld water te geven, blijkt dat de put droog staat. Nu moeten de buurmannen een andere plek zoeken om water te gaan halen. |
| 2-3                | 13         | 1982          | Tuinkabouter                                                          | Záhradka             | Lubomír Beneš      | Mat heeft een tuinkabouter gekocht om de tuin op te fleuren. Eerst moeten de buurmannen de tuin meer decoratie geven. Wanneer de tuinkabouter eindelijk uitgepakt wordt en op zijn plaats gezet wordt, valt deze algauw en gaat meteen kapot. Met cement proberen de twee buurmannen de tuinkabouter te herstellen. Wanneer dit niet van een leien dakje lijkt te lopen, maken ze een veel grotere tuinkabouter die ze vervolgens verven. |
| 2-4                | 14         | 1982          | Schilderklus                                                          | Maľovanie            | Lubomír Beneš      | Mat is een maaltijd aan het voorbereiden. Wanneer hij wacht tot deze klaar is, ziet hij een spinnenweb op het plafond. Hij probeert het web weg te vegen met een bezem, maar maakt daardoor het plafond vuil. Mat is van plan het plafond wit te verven, maar de verf druipt telkens van zijn mouw door zijn broekspijp. Wanneer de verf op zijn neus valt, besluit Mat een hoedje te vouwen. Na enkele pogingen krijgt hij het voor elkaar een hoedje te vouwen. Wanneer blijkt dat dit hoedje te groot is, roept hij de hulp van Pat in. Zodra Pat binnenkomt vouwt hij een hoedje van het juiste formaat voor zijn buurman en ook één voor zichzelf. Zodra het de buurmannen lukt de gehele kamer wit te verven, komen ze op het idee om versieringen op de muren te sjabloneren en tekenen. Mat is in alle haast echter de kip vergeten en wanneer hij de oven opent worden de muren door de rook volledig zwart. |
| 2-2                | 15         | 1982          | Vliegen                                                               | Skokani              | Lubomír Beneš      | Het lijkt Pat geweldig om te kunnen vliegen. Met de hulp van Mat probeert hij een deltavlieger te bouwen en met een skischans op te stijgen. Uiteindelijk binden de twee buurmannen hun constructie vast aan hun auto, maar na een paar seconden komt de deltavlieger vast te zitten. |
| 2-5                | 16         | 1982          | Strijkbout                                                            | Krížovka             | Lubomír Beneš      | Mat is bezig met een kruiswoordpuzzel. Wanneer zijn wekker gaat als een teken dat hij moet strijken zet hij de strijkbout vast klaar, maar het strijkijzer is nog koud. Mat laat het strijkijzer voorverwarmen, maar hij gaat zo op in zijn kruiswoordpuzzel dat hij zijn strijkijzer vergeet. Een verdieping lager is Pat dezelfde kruiswoordpuzzel aan het maken. Het inmiddels gloeiend hete strijkijzer doorboort de vloer van Mat en het plafond van Pat, waardoor hij bij Pat op tafel valt en zijn landkaart verbrandt. Pat gooit na het verbranden van zijn hand het strijkijzer meteen uit het raam. Dan rent hij woedend naar het appartement van Mat die niks in de gaten had, vervolgens vraagt Mat zich af waar zijn strijkijzer is maar dat heeft Pat uit het raam gegooid. De buurmannen besluiten uiteindelijk een automatische strijkbout te creëren, zodat ze ongestoord door kunnen gaan met hun kruiswoordpuzzels. Dit gaat eerst goed, maar zodra de strijkbout op hol slaat wordt deze in zijn geheel vernietigd. Het papier scheurt doormidden, maar de kruiswoordpuzzel is wel opgelost, doordat beide buurmannen de helft af hadden. |
| 2-7                | 17         | 1983          | Vogelhuisje                                                           | Búdka                | Lubomír Beneš      | Pat hoort vogelgefluit en ziet in een boom een merel zitten. Mat hoort het gefluit ook en de buurmannen besluiten de merel te lokken door een vogelhuisje te bouwen. |
| 2-8                | 18         | 1983          | Wasdag                                                                | Veľké pránie         | Lubomír Beneš      | Mat probeert de was te doen, maar de wasmachine gaat kapot en hij probeert hem te repareren. Hij rommelt wat met de bedrading van de wasmachine, maar de stroom staat nog aan zodra de wasmachine gerepareerd is en de wasmachine begint te draaien met Mat er nog in. Zodra Pat hoort dat er wat mis is, rent hij naar boven en treft daar Mat en de kapotte wasmachine aan. De buurmannen proberen Mats kleding met de hand te wassen, maar wanneer ze een boor gebruiken om de kleding te reinigen scheuren alle kledingsets doormidden. Als oplossing besluiten de buurmannen nieuwe kleren te maken met een weefgetouw. |
| 2-6                | 19         | 1983          | Gym                                                                   | Telocvičňa           | Lubomír Beneš      | Pat en Mat kijken naar een sportuitzending, maar de televisie gaat ineens kapot. Als oplossing besluiten de buurmannen zelf te gaan sporten. Na iedere poging om een sport te imiteren gaat er wel iets kapot. Uiteindelijk valt de tv op de grond en ineens werkt hij weer. |
| 2-9                | 20         | 1983          | Picknick                                                              | Raňajky v tráve      | Lubomír Beneš      | Pat en Mat zijn van plan te gaan picknicken in de natuur. Wanneer Mat zijn stoel probeert uit te klappen struikelt hij en belandt met zijn hoofd in een schaal. Wanneer Pat de schaal eindelijk los krijgt blijkt dat hij iets te hard had geslagen en Mat raakt bewusteloos. Pat probeert hem te wekken met water. Wanneer het met zijn handen niet lukt, monteert hij een kraan in een rotswand en gooit een emmer water leeg over Mat. Zodra Mat weer bij is, merkt hij de constructie meteen op en besluit de auto te gaan wassen. Wanneer de buurmannen de auto schoonspoelen stroomt het schuim onder de auto vandaan, naar het picknickkleed. |
| 2-10               | 21         | 1983          | Wasmachine                                                            | Práčka               | Lubomír Beneš      | Pat en Mat hebben een wasmachine gekocht. Doordat het huis van Mat zich op de derde verdieping bevindt is het nogal een karwei om de wasmachine te verplaatsen. Mat ziet ineens een brief in zijn brievenbus. Wanneer hij van plan is deze te lezen houdt Pat hem tegen door de brief bij zich te houden. Zodra de wasmachine eindelijk aangesloten is, merken de buurmannen dat de brief een heel zeldzame postzegel bevat en ze besluiten zeldzame postzegels te verzamelen. Wanneer de twee buurmannen proberen de postzegels fatsoenlijk los te maken van de brieven scheurt telkens een deel van iedere postzegel. Ineens blijkt dat de wasmachine overstroomt. Wanneer de buurmannen een brief in de wasmachine zien, wordt een volledig intacte postzegel zichtbaar. Deze postzegel blijkt er afgeweekt te zijn. |
| 2-11               | 22         | 1983          | Regen                                                                 | Déšť                 | Lubomír Beneš      | Pat en Mat zijn van plan buiten te gaan eten. Uit het niets begint het te regenen en het dak lekt. De buurmannen proberen het huis grofweg te vullen met huishoudelijke spullen, maar het huis kan dit gewicht niet dragen en het trilt. Vervolgens binden ze het dak stevig vast met touw om het vast te zetten, maar dit touw blokkeert de weg naar buiten en de buurmannen kunnen de deur niet openen. Ze snijden het touw door, maar dat komt los en het hele huis stort in. |
| 2-12               | 23         | 1984          | Kamperen                                                              | Výlet                | Lubomír Beneš      | Pat en Mat zijn van plan te gaan kamperen. Hun auto wil echter niet starten. Wanneer de buurmannen de motor gerepareerd hebben, ontploft de auto wanneer de motor wordt gestart met een brandstoflek. De buurmannen denken even na en versieren het huis van Pat zodat het op hun kampeerplek lijkt. |
| 3-1                | 24         | 1984          | Wijn maken                                                            | Vinári               | Lubomír Beneš      | Pat en Mat proberen wijn te maken door druiven te oogsten in een wijngaard. Het afzonderlijk oogsten van druiven gaat voor hen veel te langzaam. Hierop besluiten ze een automatische machine te bouwen om de druiven mee te persen. Zodra er genoeg plat geperste druiven zijn, proberen de buurmannen alcohol te maken. Ook dit lukt, maar wanneer de buurmannen willen proeven drinken ze alleen de alcohol en worden dronken. |
| 3-2                | 25         | 1984          | Schaatsen                                                             | Korčule              | Lubomír Beneš      | Mat gaat de zolder opruimen. Tijdens het opruimen ontdekt hij een oude schaats, maar Pat ziet het nut er niet echt van in, omdat de andere helft van het paar nog niet gevonden is. Zodra Mat de andere schaats vindt is hij vergeten in welk van de drie vuilnisbakken de ene schaats zit. In een poging de andere schaats te vinden haalt Mat alle vuilnisbakken overhoop en is het paar schaatsen compleet. Pat giet uiteindelijk water in de tuin en verwijdert het koelelement uit de koelkast om een ijsbaan te creëren. Terwijl de buurmannen samen schaatsen breekt het ijs en alle groenten zijn ingevroren. |
| 3-3                | 26         | 1984          | Piano                                                                 | Klavír               | Lubomír Beneš      | Pat en Mat hebben een piano gekocht. Wanneer ze deze naar boven willen brengen blijkt dat de piano te groot is voor de lift. Hierop bevestigen de buurmannen een katrol aan hun auto om de piano mee naar boven te takelen. Na een inschattingsfout valt de piano en alleen het kapotte pianoframe blijft over. De buurmannen bespelen dit frame door erop te tikken met pollepels. |
| 3-4                | 27         | 1985          | Servies                                                               | Hrnčiari             | Lubomír Beneš      | Pat en Mat willen kip gaan eten, maar al het servies is erg vies. De buurmannen zetten het servies in de badkuip en al het servies wordt meteen schoon. Wanneer de badkuip weer naar binnen wordt getrokken valt deze om en het hele servies gaat kapot. Hierop besluit Pat aardewerk te maken van klei. Na allerlei graafwerkzaamheden besluiten de buurmannen te gaan pottenbakken. |
| 3-5                | 28         | 1985          | Televisie sport                                                       | Porucha              | Lubomír Beneš      | Pat kijkt naar een voetbalwedstrijd. Ineens blijkt dat er iets mis is met de antenne, waardoor er statische ruis op het scherm ontstaat. Hij roept de hulp van Mat in om de antenne goed te buigen. Wanneer deze afbreekt improviseert Mat met diverse gereedschappen om een nieuwe antenne te creëren. Wanneer de televisie helemaal niets meer doet, wordt de kathodestraalbuis verwijderd en vervangen door radio-uitzendingen en poppenspelen. |
| 3-6                | 29         | 1985          | Appel                                                                 | Jablko               | Lubomír Beneš      | Pat en Mat hebben heel veel appels geplukt. Er hangt echter nog één appel in de boom en de buurmannen spenderen de volledige aflevering aan verwoede pogingen om de appel beneden te krijgen. |
| Voetnoten 1. 2. 3. |            |               |                                                                       |                      |                    | |
| Seizoen 3          | Seizoen 3  | 1989-1990     | Pat en Mat                                                            | Pat a Mat            |                    | |
| 3-7                | 30         | 1989          | De sleutel                                                            | Klíč                 | Lubomír Beneš      | Pat en Mat nemen afscheid van elkaar. Wanneer Pat zijn sleutel heeft gevonden valt deze in het riool. Na veel moeite krijgen de buurmannen de sleutel toch te pakken. Pat slaat zijn eigen poortje echter net iets te hard dicht en zijn sleutel valt opnieuw in het riool. |
| 3-8                | 31         | 1989          | Meubels                                                               | Nábytek              | Lubomír Beneš      | Pat heeft nieuw meubilair gekocht. Met veel moeite probeert hij de meubels binnen te krijgen, met de hulp van Mat krijgt hij het laatste meubelstuk toch binnen. Uiteindelijk maken beide buurmannen het meubilair kapot door te spijkeren en te zagen. Ze gebruiken de kapotte meubelstukken als brandhout. |
| 3-9                | 32         | 1990          | Grasmaaier                                                            | Sekačka              | Lubomír Beneš      | De grasmaaier raakt defect en terwijl de buurmannen deze proberen te repareren gaat de grasmaaier volledig kapot. Ze schaffen een zeis aan, maar het gebruik ervan loopt niet bepaald gesmeerd en uiteindelijk gaat de zeis ook kapot. Vervolgens trimmen de buurmannen de tuin met een schaar en uiteindelijk veranderen ze een wasmachine in een 'wasmachine-grasmaaier'-hybride. |
| 3-10               | 33         | 1990          | Grote schoonmaak                                                      | Generální úklid      | Lubomír Beneš      | Pat en Mat gooien afval weg, maar bij beide buurmannen is de vuilnisbak algauw vol. De buurmannen gebruiken allerlei vuilnisbakken uit de buurt, maar na afloop blijken dit buitengewoon veel vuilnisbakken te zijn en de buurmannen gaan er niet van uit dat de mensen van de vuilnisbelt dit in één keer mee gaan nemen. Mat krijgt het voor elkaar een vuilniswagen te lenen en de buurmannen krijgen het voor elkaar om alle vuilnisbakken te legen. De hele vuilniswagen zit echter propvol, zelfs de bestuurdersstoel zit helemaal onder het afval en na het openen van de autodeur stort al het afval weer op straat. |
| 3-12               | 34         | 1990          | Het dak                                                               | Střecha              | Lubomír Beneš      | Pat zit een boek te lezen, maar komt er algauw achter dat zijn dak lekt. Hij roept de hulp van Mat in en ze proberen de oorzaak te vinden. Zodra de oorzaak gevonden is nemen de buurmannen een tijdelijke maatregel om de lekkage te blokkeren door er een pleister op te plakken. Wanneer de pleister eraf is plaatsen de buurmannen cement. Wanneer dit ook niet werkt besluiten de buurmannen een regenwatertank te maken om met regenwater de afwas te doen. |
| 3-11               | 35         | 1990          | De deur                                                               | Dveře                | Lubomír Beneš      | Pat hangt de was op. Wanneer Mat ziet dat zijn buurman aldoor naar zijn deur rent om deze open te houden, zet hij er een hark tussen. Wanneer Pat bijna klaar is met de was, komt hij één wasknijper tekort. Zodra hij binnen een laatste knijper heeft gehaald struikelt hij over de hark die vervolgens naar buiten valt. De deur valt in het slot en Pat kan niet meer naar binnen. Ook het merendeel van zijn ramen is hermetisch gesloten, alleen op de bovenverdieping staat nog een raam open. Na veel moeite wordt Pat naar binnen gelanceerd en hij kan zijn eigen huis weer in. Wanneer de deur weer bijna dichtvalt besluit Mat de deur volledig te verwijderen. |
| Voetnoten 1.       |            |               |                                                                       |                      |                    | |
| Seizoen 4          | Seizoen 4  | 1992-1994     | Pat en Mat                                                            | Pat a Mat            |                    | |
| 7-6                | 36         | 1992          | Biscuitjes                                                            | Sušenky              | Marek Beneš        | Pat gaat op bezoek bij Mat en ontdekt algauw dat het renoveren van zijn tuinpad mislukt is. Zodra Pat het huis van zijn buurman binnen stapt is op te merken dat Mat zojuist biscuitjes zat te eten. Omdat deze nu op zijn besluiten de buurmannen zelf biscuitjes te maken. In eerste instantie volgen ze het bijbehorende recept, vervolgens blijkt echter dat ze te veel suiker en te weinig melk hebben gebruikt, waardoor het deeg niet goed te roeren is. Omdat het deeg uiteindelijk te groot wordt, strooit Mat bloem op de vloer en rolt het deeg uit met een deegroller. Na het bakken blijken de biscuitjes veel te hard te zijn en daardoor oneetbaar. Omdat de biscuitjes niet te eten zijn gebruiken de buurmannen ze als trottoirblok voor Mats drassige tuinpad. |
| 8-4                | 37         | 1992          | Garagedeur                                                            | Vrata                | Lubomír Beneš      | Pat wil zijn auto parkeren, maar breekt de originele houten garagedeur. Mat koopt een roldeur en plaatst deze als nieuwe garagedeur. Wanneer de roldeur ook kapot gaat besluiten de buurmannen de garagedeur te veranderen in een gordijn, afgesloten met een hangslot. |
| 7-5                | 38         | 1992          | Fietsen                                                               | Cyklisti             | Lubomír Beneš      | Pat en Mat gaan op vakantie per fiets. Mat heeft echter nog nooit gefietst en daarom bevestigt Pat zijwieltjes van een grasmaaier aan zijn fiets. Pat draagt alle bagage, maar doordat alle bagage de hele tijd van zijn fiets valt gaat het allemaal kapot en later gaat Pats fiets zelf ook kapot. |
| 7-4                | 39         | 1992          | Bakstenen maken                                                       | Dlaždice             | Lubomír Beneš      | Pat repareert zijn achtertuin met tegels, maar ineens laat hij alle tegels vallen. Mat leent een vrachtwagen om nieuwe tegels te plaatsen. De buurmannen gebruiken een plank om de tegels te verplaatsen, maar uiteindelijk breken ze allemaal. |
| 1-4 7-2            | 40         | 1992          | Het parket                                                            | Parkety              | Lubomír Beneš      | Mat vraagt zich af waar zijn buurman blijft. Het blijkt dat Pat aan het stofzuigen is, maar de wielen van zijn stofzuiger zijn niet gesmeerd en zijn hele parket staat vol met strepen. De buurmannen besluiten het schoon te maken met poetsdoeken, maar dit zorgt ervoor dat de hele laklaag van het parket gaat. Mat koopt een schuurtol om het parket te reinigen. Wanneer Pat ook een schuurtol koopt maken de twee buurmannen er een wedstrijd van. Na afloop blijkt dat ze de hele vloer verwijderd hebben. |
| 7-1                | 41         | 1992          | De goot                                                               | Okap                 | Marek Beneš        | Pat is de afvoerleiding richting zijn dak aan het schilderen. Hij schildert lichtjes tot op de hoogte, maar het is moeilijk om hogere plekken te schilderen vanaf de grond. Met de hulp van Mat slaagt hij er uiteindelijk in de volledige dakgoot te verven. Net nadat het klaar is, verliest Pat echter zijn evenwicht en hij kan net op tijd de dakgoot vastpakken, maar veegt met zijn lichaam wel alle verf weg. |
| 7-3                | 42         | 1992          | De auto                                                               | Kabriolet            | Lubomír Beneš      | Pat en Mat gaan een stukje rijden. Op een gegeven moment begint het lichtelijk te regenen en is Pat van plan het dak dicht te doen, maar het dak beweegt niet en vliegt uiteindelijk van de auto. Het dak van de auto wordt vervangen door een tent. Wanneer de buurmannen gaan rijden gaat de voorkant van de auto steeds omhoog. Later experimenteren de buurmannen een beetje en gaat de auto lichtjes omhoog. Uiteindelijk besluit Mat een vrachtwagen te lenen. Wanneer hij plankgas geeft stijgt de auto op als een vlieger. Wanneer Pat door abnormale luchtstormen dreigt te vallen scheidt hij de tent van de auto en gebruikt de tent als parachute om veilig te kunnen landen. De twee buurmannen herenigen zich, maar worden algauw overvallen door een kletterende regenbui, waarna ze hun toevlucht in de tent zoeken. |
| 8-5                | 43         | 1994          | Autopech                                                              | Nehoda               | Lubomír Beneš      | Pat en Mat gaan een stukje rijden. Uit het niets komt er een scherp voorwerp vast te zitten in de linkervoorband die vervolgens lek gaat. Na het gebruik van verschillende gereedschappen lukt het de twee buurmannen eindelijk om de band succesvol te vervangen, maar zodra ze doorrijden komt er nog een scherp voorwerp in de reverselinkervoorband die ook lek gaat. |
| 8-3                | 44         | 1994          | De biljarters                                                         | Kulečník             | Lubomír Beneš      | Pat en Mat proberen te biljarten, maar een van de poten van de biljarttafel breekt af en de tafel bevat geen ondersteuning. De poot wordt vervangen door een eikenhouten ton, maar die is net te hoog en de andere poten worden in evenwicht gebracht met boeken. Drie van de vier biljartballen gaan kapot en uiteindelijk besluiten de buurmannen te gaan bowlen met de poten van de biljarttafel en de overgebleven biljartbal. |
| 8-6                | 45         | 1994          | De levende heg                                                        | Živý plot            | Lubomír Beneš      | Pat ziet in een folder een keurig rechte heg staan en merkt algauw op dat de heg bij hem en zijn buurman er heel slordig uitziet. Ze proberen van alles om de heg recht te krijgen, maar dat is makkelijker gezegd dan gedaan. |
| 8-2                | 46         | 1994          | De kluis                                                              | Trezor               | Lubomír Beneš      | Pat heeft 1000 Tsjechische kronen gekregen en is er behoorlijk trots op. Hij en Mat proberen een goede verstopplek te vinden, maar bij alle suggesties komen de buurmannen tot de conclusie dat men het biljet zo te pakken krijgt en uiteindelijk kopen ze een kluis. |
| 8-7                | 47         | 1994          | De bumper                                                             | Blatník              | Lubomír Beneš      | Pat en Mat proberen uit te rijden om lege blikjes weg te gooien, maar de auto kan de tuin niet uit en de voorruit verbrijzelt en het spatbord verbuigt. De buurmannen proberen het spatbord recht te meppen met een hamer, maar na afloop ziet het spatbord er nog slechter uit. Uiteindelijk maken de buurmannen een nieuw spatbord met metalen voorwerpen die zijn platgewalst. |
| 7-7                | 48         | 1994          | De modelbouwers                                                       | Modelari             | Lubomír Beneš      | Mat heeft een barbecuerotator gekocht. Pat brengt een houtblok mee om de open haard aan te steken, maar struikelt onderweg en een van de houtblokken beukt een steentje uit de open haard. Pat bevestigt het steentje opnieuw in de open haard, maar stapt per ongeluk op de lijm die daardoor verspreid wordt over de vloer. Wanneer Pat een lucifersdoosje ondersteboven opent vallen de lucifers in de lijm en hier is een torentje uit ontstaan. Mat besluit ook zoiets te doen en de buurmannen maken allerlei constructies met de lucifers. Zodra de buurmannen een van hun bouwwerken aansteken wordt het zo heet dat Pat het op de grond laat vallen, wat ervoor zorgt dat het aan de lijm blijft plakken. De lijm schiet als een speer door de kamer en activeert de barbecuerotator. De buurmannen vluchten. Als ze weer binnenkomen treffen ze een enorme puinhoop aan, maar het vlees is wel goed gekookt. |
| 8-1                | 49         | 1994          | Windsurfen                                                            | Windsurfing          | Lubomír Beneš      | Pat laat vakantiefoto's zien waarop te zien is dat hij aan het windsurfen is en hij wil het graag nog eens doen. Wanneer hij zich voorbereid heeft om te gaan windsurfen blijkt dat het water is opgedroogd en Pat komt vast te zitten in de modder. De buurmannen vullen het reservoir met bronwater met behulp van een waterpomp, maar dit water raakt algauw op en ook de auto zit inmiddels zonder benzine. Door middel van de windenergie kan de surfplank op de auto geplaatst worden en kan de auto ook bewegen, waardoor de buurmannen toch nog kunnen windsurfen. |
| Voetnoten          |            |               |                                                                       |                      |                    | |
| Seizoen 5          | Seizoen 5  | 1998          | Pat en Mat                                                            | Pat a Mat            |                    | |
|                    | 50         | 1998          | Kaarten                                                               | Karty                | František Váša     | Pat en Mat willen kaarten, maar hun spel wordt verstoord door een bromvlieg. De buurmannen doen hun best de vlieg te vangen, maar in plaats daarvan maken ze allerlei eigendommen van zichzelf kapot. |
| Voetnoten 1. 2.    |            |               |                                                                       |                      |                    | |
| Seizoen 6          | Seizoen 6  | 2002-2004     | Pat en Mat zijn terug                                                 | Pat a Mat se vracejí |                    | |
| 5-3                | 51         | 2002          | Puzzel                                                                | Puzzle               | Marek Beneš        | Mat heeft een puzzel laten maken van een foto van hem en zijn buurman. De twee buurmannen besluiten de puzzel boven de bank in het huis van Pat te hangen. Nadat de buurmannen een paar keer geprobeerd hebben de puzzelstukjes meteen aan de muur te hangen, maken ze de puzzel op de grond. |
| 4-1                | 52         | 2003          | Barbecuen                                                             | Opékají špekáčky     | Ladislav Pálka     | Mat nodigt Pat uit om bij hem te komen lunchen. De barbecue valt echter door de tafel en later door de vloer. Zodra Mat aan Pat vraagt wat extra kolen op de barbecue te gooien, gooit Pat alle kolen tegelijk op de barbecue. In een poging brand te ontsteken verspreidt de brand zich en de hele kelder staat in brand. De buurmannen gaan naar Pats huis om daar een open haard te maken. |
| 4-2                | 53         | 2003          | Dakreparatie                                                          | Opravují střechu     | Ladislav Pálka     | Door een kapotte dakpan lekt het dak van Pat. Hij probeert zelf de dakpan te vervangen, maar de ladder valt en Pat blijft achter op het dak. Mat komt op het lawaai af en bevestigt het tuig van een heteluchtballon aan Pat. Terwijl Pat de dakpan van het dak gooit raakt hij precies Mats bedieningspaneel, waardoor de ballon op hol slaat. Op de weg naar boven valt Pat uit het tuig en het dak raakt nog verder beschadigd. Deze kleine reparatie wordt uiteindelijk gestaakt en de buurmannen besluiten het dak volledig te renoveren en te vervangen om een zwembad te creëren. |
| 4-3                | 54         | 2003          | Fototoestel                                                           | Černá bedýnka        | Vlasta Pospíšilová | Pat heeft een fototoestel gekocht en de twee buurmannen zijn van plan een foto te maken, maar het fototoestel geeft het beeld telkens ondersteboven weer. |
| 4-4                | 55         | 2003          | Op rolletjes                                                          | Kolečka              | Vlasta Pospíšilová | Pat en Mat plaatsen gemotoriseerde wielen op al het meubilair van Pat en rijden ermee rond. Zodra twee meubels tegen elkaar opbotsen ontstaat er chaos en wordt het meubilair in de tussentijd vernietigd. |
| 4-5                | 56         | 2003          | Hondenhok                                                             | Psí bouda            | Milan Šebesta      | Pat is jarig en hij krijgt een tacker en een hondencatalogus. Uit de hondencatalogus kiest hij een sint-bernard, uit zijn interieur blijkt dat dit zijn lievelingshondenras is. Wanneer de buurmannen een hondenhok in elkaar hebben geknutseld blijkt dit te groot te zijn om naar buiten te brengen en uiteindelijk gaat het hok kapot. Wanneer Mat een veel kleiner hok maakt struikelt Pat en eenmaal buiten is ook dit hondenhok kapot. Het laatste cadeau bevat een mechanische hond die werkt op batterijen en Pat vindt de robothond veel beter dan een echte hond. |
| 4-6                | 57         | 2003          | Vloer verven                                                          | Natírají podlahu     | Milan Šebesta      | Pat morst tijdens het schoonmaken verf op zijn vloer. Hierop besluit hij alle meubels uit zijn kamer te halen en de volledige vloer te verven, maar hij schildert alle plekken in zijn kamer door elkaar en kan er na afloop niet meer uit zonder over de verf te lopen. Met de hulp van Mat probeert hij een oplossing te vinden. Uiteindelijk haalt Pat een tapijt dat hij uitrolt door zijn kamer. |
| 4-7                | 58         | 2003          | De kas                                                                | Skleník              | Marek Beneš        | Pat en Mat zien in een tijdschrift een kas van lege flessen en besluiten ook zo'n exemplaar te bouwen. Terwijl de buurmannen glazen flessen halen en cement maken is de kas zo gebouwd. Van één glazen pot is de inhoud niet verwijderd en deze explodeert en verwoest de hele kas. |
| 4-8                | 59         | 2003          | Speeltuin                                                             | Houpačka             | Marek Beneš        | Pat is jarig en hij krijgt een verjaardagscadeau dat het ineens niet meer doet. De buurmannen openen het cadeau met geweld en uiteindelijk gaat het kapot. Ze gebruiken de dingen die ze thuis hebben om wippen en schommels te maken om mee te spelen, maar ze worden allemaal vernietigd en uiteindelijk repareren en verbouwen ze het kapotte speelgoed. |
| 4-9                | 60         | 2003          | Muizen                                                                | Nezvaný návštěvník   | Marek Beneš        | Pat en Mat repareren een modelvliegtuig. Tijdens de reparatie komt een muis tussenbeide en er lijken steeds meer muizen bij te komen. Wanneer de buurmannen beseffen dat de muizen waarschijnlijk gewoon honger hebben, maken ze een voedselmachine voor de muizen en gaan door met de reparatie van het modelvliegtuig. |
| 5-1                | 61         | 2003          | Alarminstallatie                                                      | Bodygárdi            | Marek Beneš        | Mat heeft een beeld gekocht en zet het samen met Pat in huis. Wanneer Mat de krant leest merkt hij op dat er een dief op vrije voeten is die zich richt tot het beeld. Met de hulp van Pat bedenkt hij allerlei beveiligingsmiddelen om te voorkomen dat het beeld gestolen wordt en doet ook alle ramen en deuren op slot. |
| 5-2                | 62         | 2003          | Ramen schilderen                                                      | Natírají okna        | Marek Beneš        | Pat en Mat proberen hun ramen te schilderen, maar het glas van de ramen gaat steeds kapot. De reparaties worden uiteindelijk voltooid door nieuwe glaasjes te snijden uit de kas van Pat. |
| 5-4                | 63         | 2003          | Paasei                                                                | Velikonoční vajíčko  | Vlasta Pospíšilová | Mat heeft paaseieren, paasbrood en een paastak gekocht. Nadat alle eieren en souvenirs kapotgaan besluiten de buurmannen zelf paaseieren te maken, maar deze gaan allemaal vrij snel stuk. Uiteindelijk besluiten de buurmannen paaseieren van gips te maken. Wanneer dit blijkt te werken komt Mat met zijn handschoenen vast te zitten. Wanneer Pat de handen van Mat eindelijk los krijgt is het gipsen paasei enkele seconden daarvoor in tweeën gegaan en besluit Pat het hoofd van zijn buurman te beschilderen als een paasei. |
| 5-5                | 64         | 2003          | Op dieet                                                              | Štíhlá linie         | Vlasta Pospíšilová | Pat en Mat willen afvallen. In een tijdschrift zien ze wat artikelen over fitness en ze veranderen de kelder in een sportschool. De buurmannen trainen erg hard, maar doordat ze nogal vaak midnight snacks aten, zijn ze na afloop allebei zwaarder dan voorheen. |
| 5-6                | 65         | 2003          | Frisdrankautomaat                                                     | Automat              | Marek Beneš        | Mat heeft een frisdrankautomaat gekocht. Wanneer ze het krat open hebben gekregen blijkt de automaat niet te functioneren. Uiteindelijk maken de buurmannen de achterkant open zodat ze zelf drinken klaar kunnen zetten voor elkaar. |
| 5-7                | 66         | 2003          | Racebaan                                                              | Autodráha            | Marek Beneš        | Pat en Mat kopen een speelgoedracebaan en breiden het circuit ontzettend uit. Wanneer de helft van deze enorme racebaan uit elkaar valt maken de twee buurmannen de racebaan een stuk kleiner. Ook dit project loopt algauw niet van een leien dakje, een van de racewagens komt tegen het dressoir aan en de trafo raakt beschadigd. Uiteindelijk veranderen de buurmannen de racebaan in een dobbelspel. |
| 5-8                | 67         | 2003          | Aquarium                                                              | Akvárium             | Marek Beneš        | Mat heeft een goudvis gekocht voor Pat en wil meteen een aquarium maken. Wanneer de twee buurmannen de watertank slopen brengen ze een badkuip naar de bovenverdieping van het huis zodat het aquarium op een vijver lijkt. De vloer houdt het echter niet lang vol en stort in, waardoor het hele huis onder water komt te staan. |
| 5-9                | 68         | 2003          | Kwekerij                                                              | Zavařují             | Ladislav Pálka     | Pat en Mat proberen op allerlei manieren planten te kweken, maar dat duurt langer dan verwacht. Uiteindelijk worden de pompoenen groot genoeg om de kas kapot te maken. Hierop bouwen de buurmannen een inmaakmachine om de pompoenen in te blikken. De rest wordt gebruikt als Halloween-decoratie. |
| 6-1                | 69         | 2003          | Zweefvliegen                                                          | Rogalo               | Ladislav Pálka     | Pat en Mat zien op televisie mensen die zweefvliegen en willen het zelf ook proberen. Ze bouwen zelf een modelzweefvliegtuig, maar dat gaat heel snel stuk. Wanneer Mat een vogelhuisje op zijn hoofd krijgt besluiten de buurmannen er allerlei bij te bouwen. |
| 6-2                | 70         | 2003          | Kerstbrood                                                            | Vánočka              | Milan Šebesta      | Pat heeft een kerststol gekocht en nodigt Mat uit om deze samen op te eten. Zodra Pat ziet dat zijn tafellaken vies is probeert hij het te verbergen en zet de kerststol op een stoel. Mat gaat echter op de stoel zitten waar de kerststol ook op staat en verplettert de stol. Wanneer de buurmannen zelf een kerststol hebben gemaakt, blijkt deze te groot te zijn om in de oven te plaatsen. Mat haalt zijn eigen oven, maar ook deze is net te klein. Mat krijgt de stol uiteindelijk in de oven door beide ovens aan elkaar te lassen. |
| 6-3                | 71         | 2003          | Ziek                                                                  | Stůňou               | Ladislav Pálka     | Mat heeft griep en blijft binnen. Pat besluit hem later te genezen. Terwijl Mat door Pat wordt opgerold in een koude deken, verzegelt Pat deze deken per ongeluk met gips en denkt dat Mat bevriest. Wanneer Pat inziet dat het gips was, geeft Mat aan dat hij zich een stuk beter voelt. Pat wil echter eerst de temperatuur weten om zeker te weten of Mat beter is. Hij meet de temperatuur op en Mat is genezen. |
| 6-4                | 72         | 2003          | De fax                                                                | Fax                  | Josef Lamka        | Mat heeft een fax gekocht voor hem en zijn buurman. Pat begrijpt er op het eerste gezicht niets van, maar komt er algauw achter hoe de fax werkt. Wanneer zijn fax vast komt te zitten in een gordijn door een tochtende wind, is het gordijn beplakt met foto's. Hierop besluiten de buurmannen alle gordijnen en tafellakens in Pats huis te versieren met foto's. |
| 6-5                | 73         | 2003          | Aardbeien                                                             | Jahody               | Vlasta Pospíšilová | Pat en Mat doen er alles aan om de kroontjes van de pas geoogste aardbeien te krijgen, maar ze krijgen het algauw snikheet. Ze proberen allerlei snelle oplossingen te bedenken, maar zoals altijd zijn ze niet allemaal even handig bedacht. |
| 6-6                | 74         | 2004          | Golfen                                                                | Hrají golf           | Ladislav Pálka     | Mat probeert te golfen, maar breekt een raam van Pat. Wanneer Pat het probeert voor te doen gebeurt hetzelfde. De buurmannen maken een eigen golfbaan van beton, maar ze vergeten dat de club er nog in zit en de club komt vast te zitten in het cement. |
| 6-7                | 75         | 2004          | Het dopje                                                             | Někam to zapadlo     | Vlasta Pospíšilová | Pat heeft dorst en na het drinken van wat frisdrank slaat hij de deur van de koelkast net iets te hard dicht en het dopje belandt achter een kastje. Wanneer Mat naar Pats huis komt om te zien wat hij aan het doen is lanceert hij het dopje op een grote kast. De buurmannen halen vervolgens allerlei capriolen uit om het dopje te vangen, maar dat is makkelijker gezegd dan gedaan. |
| 6-8                | 76         | 2004          | Zwembad                                                               | Kopají bazén         | Marek Beneš        | Mat graaft een zwembad in zijn gazon. Pat begrijpt er eerst niets van, maar graaft uiteindelijk zijn eigen kuil. Tijdens het graven dicht hij echter het gat dat Mat heeft gegraven. De buurmannen gaan verder in de kuil van Pat, maar komen er algauw achter dat ze een rondje hebben gegraven en besluiten dit op te lossen met dynamiet. Wanneer de wanden instorten geven de buurmannen het plan voor een zwembad op en planten ze rijst. |
| 6-9                | 77         | 2004          | Landschap                                                             | Věší krajinu         | Marek Beneš        | Pat en Mat hebben een groot schilderij gekocht en meerdere meubels zijn kapot. De afbeelding en het frame van het schilderij worden gescheiden wanneer de muur kapot gaat en de afbeelding scheurt. Later breekt de hele muur, maar achter het gat bevindt zich een landschap dat identiek is aan het schilderij. |
| 6-10               | 78         | 2004          | Kerstboom                                                             | Vánoční stromeček    | Marek Beneš        | Pat en Mat slepen een kerstboom naar boven, maar de kerstboom is net te breed om door de deur te gaan. De twee buurmannen zagen allerlei takken af en bevestigen deze opnieuw aan de boom, maar algauw vallen alle takken van de stam. Hierop besluiten de buurmannen een kerstboom te maken van een wasmand en de takken hieraan te hangen. Wanneer ze beginnen met het ophangen van de versieringen gaan meerdere versieringen ook kapot. |
| Voetnoten 1. 2.    |            |               |                                                                       |                      |                    | |
| Seizoen 7          | Seizoen 7  | 2009-2015     | Pat en Mat in het land Buurman en Buurman: Al 40 jaar beste vrienden! | Pat a Mat na venkově |                    | |
| 9-4                | 79         | 2009          | De bedden                                                             | Postele              | Marek Beneš        | Er is een omgehakte boom op het dak van Pats huis gevallen, waardoor Pat en Mat hun bedden bij elkaar moeten zetten in één slaapkamer. Dat wordt een heel karwei wanneer blijkt dat er net niet genoeg ruimte is. |
| 9-1                | 80         | 2011          | De waterleiding                                                       | Vodovod              | Marek Beneš        | Pat en Mat hebben een nieuwe badkamerkast gekocht. De kast past echter alleen op de plek van de wastafel en de watervoorziening is kapot als de wasbak losgetrokken wordt. |
| 9-8                | 81         | 2011          | Papieren bordjes                                                      | Papírový servis      | Marek Beneš        | De buurmannen gaan buiten eten en ze gebruiken papieren borden en schalen om niet te hoeven afwassen. Omdat ze er nogal lang aan gewerkt hebben besluiten ze alsnog om hun papierwerk in de vaatwasser te zetten, in de hoop ze opnieuw te kunnen gebruiken. |
| 9-6                | 82         | 2011          | De projector                                                          | Promítačka           | Marek Beneš        | Mat vindt een oude filmrol. Wanneer de buurmannen de film willen bekijken halen ze de projector tevoorschijn. Ze moeten alleen nog een plek vinden om de film op te projecteren. |
| 9-5                | 83         | 2012          | De stofzuiger                                                         | Vysavač              | Marek Beneš        | Pat is zijn huis aan het stofzuigen, maar het snoer komt steeds in de weg. De buurmannen maken het snoer vast aan de lamp. Wanneer ze het systeem automatisch maken lijkt het nog beter, maar algauw helpt dit Pats hele interieur om zeep. |
| 9-3                | 84         | 2012          | Opblaasbadje                                                          | Bazén                | Marek Beneš        | Pat en Mat zijn op een warme dag in de tuin aan het kaarten. Ze zoeken verkoeling met een zwembad, maar als het opblaasbad eenmaal staat, blijkt het niet zo eenvoudig om erin te klimmen. |
| 9-7                | 85         | 2012          | De vloer                                                              | Podlaha              | Marek Beneš        | Pat en Mat hebben een parket gekocht voor nieuwe vloerbedekking. Ze halen alles in de kamer weg en haasten zich om de vloer te leggen. Een van de vloerstukken ligt ondersteboven en nu moeten de buurmannen een oplossing vinden. |
| 9-2                | 86         | 2013          | De boom                                                               | Suchy strom          | Marek Beneš        | Pat en Mat zitten in de tuin te dammen. Als er een merel in een droge boom neerstrijkt breekt er een tak af. Pat en Mat besluiten de dode boom om te hakken. |
|                    | 87         | 2014          | De sinaasappelpers                                                    | Pomerančová Šťáva    | Marek Beneš        | Pat en Mat hebben een sapcentrifuge gekocht, maar deze werkt lang niet zo makkelijk als gedacht. Het apparaat gaat stuk en zoals altijd gaat de reparatie allesbehalve van een leien dakje. |
|                    | 88         | 2014          | De hometrainer                                                        | Rotoped              | Marek Beneš        | Pat en Mat hebben een hometrainer gekocht. Na een tijdje vindt Pat het best saai om steeds op dezelfde plek te fietsen en Mat verzint er iets excentrieks op. |
|                    | 89         | 2015          | De cactus                                                             | Kaktus               | Marek Beneš        | Mat koopt een enorme cactus en neemt deze mee naar huis. Met de scherpe stekels wordt het een heel karwei om de cactus binnen te krijgen. |
|                    | 90         | 2015          | De badkamer                                                           | Obkladacky           | Marek Beneš        | Mat verbouwt zijn badkamer. Pat besluit dat ze allebei hun eigen kant doen. Als ze klaar zijn, zien ze telkens dat de kanten niet overeenkomen met elkaar. |
|                    | 91         | 2015          | Het zonnescherm                                                       | Slunecni clona       | Marek Beneš        | Pat en Mat willen graag buiten schaken en besluiten op het dak te gaan spelen, maar de zon schijnt te fel en de buurmannen zien niks. Ze bedenken allerlei alternatieven voor een zonnescherm, maar niks lijkt te helpen. |
| Voetnoten 1. 2. 3. |            |               |                                                                       |                      |                    | |
| Seizoen 8          | Seizoen 8  | 2018          | Pat en Mat maken plezier Buurman en Buurman hebben een nieuw huis     | Pat a Mat nás baví   |                    | |
|                    | 92         | 2018          | Bezige bijen                                                          | Včely                | Marek Beneš        | Pat en Mat zitten achter een bijenzwerm aan. Ze maken een korf, maar komen daar uiteindelijk zelf in terecht. |
|                    | 93         | 2018          | De grasmaaier                                                         | Solární sekačka      | Marek Beneš        | Pat en Mat bouwen een elektrische grasmaaier om tot een maaier die op zonne-energie loopt. Ze moeten de hele tuin aanpassen om er meer zonlicht voor te krijgen. |
|                    | 94         | 2018          | De mol                                                                | Krtek                | Marek Beneš        | Pat en Mat hebben een mol in hun tuin gevonden en ze bedenken allerlei manieren om van het beest af te komen. |
|                    | 95         | 2018          | Het hek                                                               | Plot                 | Marek Beneš        | Pat en Mat bouwen een hek om hun huis en maken daarbij gebruik van touw. Het benodigde gaas weten ze uiteindelijk op een bijzondere manier uit te rollen. |
|                    | 96         | 2018          | De schoorsteen                                                        | Ucpaný komín         | Marek Beneš        | Pat en Mat proberen op allerlei manieren de schoorsteen te vegen. Uiteindelijk gebruiken ze een drone om het rookkanaal schoon te krijgen. |
|                    | 97         | 2018          | Windmolen                                                             | Elektrárna           | Marek Beneš        | Mat heeft modeltreintjes in zijn woonkamer neergezet, maar Pat maakt de trafo per ongeluk kapot. Nu moeten ze een nieuwe krachtbron vinden. Ze komen algauw op een idee doordat het buiten waait. |
|                    | 98         | 2018          | De rotstuin                                                           | Skalka               | Marek Beneš        | Pat heeft nieuwe bloemen voor Mats rotstuin gekocht. Het enige probleem is dat daar geen plek voor is. Om die bloemen in de rotstuin te krijgen moet de rest van de rotstuin overhoop worden gegooid. |
|                    | 99         | 2018          | Rodeo                                                                 | Rodeo                | Marek Beneš        | Pat en Mat installeren een nieuwe wasmachine. Het apparaat begint zich al hortend en stotend een weg door het huis te banen en hierop besluiten de buurmannen rodeo te spelen. |
|                    | 100        | 2018          | De draaimolen                                                         | Kolotoč              | Marek Beneš        | Pat en Mat installeren een schijf waarop men kan rondtollen. Omdat het voor hen te moeilijk is om te blijven staan maken ze er een draaimolen van. |
|                    | 101        | 2018          | Vaatwasser                                                            | Myčka                | Marek Beneš        | Pat en Mat proberen hun defecte vaatwasser te repareren. Hierop besluiten ze de wasmachine te veranderen in een vaatwasser. |
|                    | 102        | 2018          | De verstopte gootsteen                                                | Odpad                | Marek Beneš        | Mat wast de auto terwijl Pat de afwas doet. De afvoer raakt echter verstopt en de buurmannen maken een nieuwe, zodat het vieze water weg kan lopen. |
|                    | 103        | 2018          | Trap                                                                  | Schody               | Marek Beneš        | Pat en Mat verhuizen boeken naar de bovenverdieping. Ze veranderen de trap in een roltrap nadat blijkt dat dit te veel werk is. Helaas kan hun roltrap alleen omhoog. |
|                    | 104        | 2018          | Camera                                                                | Kamera               | Marek Beneš        | Pat kijkt tennis en Mat verschijnt met een beveiligingscamera. Mat sluit de camera aan op de televisie om te laten zien hoe het werkt. |
| Voetnoten 1. 2.    |            |               |                                                                       |                      |                    | |
| Seizoen 9          | Seizoen 9  | 2018-2019     | Pat en Mat: Winterpret Buurman en Buurman: Winterpret                 | Pat a Mat v zimě     |                    | |
|                    | 105        | 2018          | Calamiteiten (film) / Ramp (tv)                                       | Kalamita             | Marek Beneš        | Het sneeuwt en Pat en Mat besluiten een sneeuwpop te maken. Alleen vallen er steeds onderdelen uit de sneeuwpop en daarom bouwen de buurmannen een frame om het geheel te ondersteunen. |
|                    | 106        | 2018          | Kersthuis                                                             | Vánoční světýlka     | Marek Beneš        | Pat en Mat willen hun huis graag mooi verlichten, maar de kerstlampjes zijn allemaal kapot. Er zit niks anders op dan zelf lampjes te maken. |
|                    | 107        | 2018          | Sauna                                                                 | Sauna                | Marek Beneš        | Buiten ligt veel sneeuw en Mat wordt door de kou helemaal stijf. Zodra hij weer kan bewegen besluiten de buurmannen een sauna te bouwen. Ze vergeten alleen een uitgang te bouwen. |
|                    | 108        | 2018          | Betlehem                                                              | Betlém               | Marek Beneš        | Pat en Mat zijn bezig met kerstversieringen. Pat is zijn baby Jezus kwijt en de baby Jezus van Mat past niet in de kribbe. Samen maken ze een nieuwe baby Jezus. |
|                    | 109        | 2018          | Kerstboom                                                             | Stromeček            | Marek Beneš        | Pat en Mat zoeken de mooiste boom in de tuin uit om te versieren, maar zoals altijd gaat er van alles mis. |
|                    | 110        | 2018          | Cadeaus                                                               | Dárky                | Marek Beneš        | Pat en Mat zijn van plan elkaar kerstcadeaus te geven, ingepakt in speciaal pakpapier. Dit gaat echter een stuk moeilijker dan ze denken. |
|                    | 111        | 2018          | Oud & Nieuw                                                           | Silvestr             | Marek Beneš        | Pat en Mat maken zich klaar om oud en nieuw te vieren en zetten het eten en drinken klaar. Ze vragen zich alleen af of er ook vuurwerk is. |
|                    | 112        | 2019          | Kerstkaart                                                            | Novoroční přání      | Marek Beneš        | Pat en Mat maken een ster als kerstversiering. De ster wordt echter veel te groot en hierop besluiten de buurmannen een levende kerstkaart te maken. |
|                    | 113        | 2019          | Salade                                                                | Bramborový salát     | Marek Beneš        | Pat en Mat maken een traditionele aardappelsalade. Omdat dit als behoorlijk veel werk klinkt bouwen de buurmannen een lopende band, met een overvloed aan salade als gevolg. |
|                    | 114        | 2019          | Karper                                                                | Kapr                 | Marek Beneš        | De karper voor het kerstdiner wordt gebracht. Pat en Mat kunnen de karper niet doden en houden het na enige mislukte pogingen bij vis uit blik. |
|                    | 115        | 2019          | Koekjes                                                               | Perníková chaloupka  | Marek Beneš        | Pat en Mat maken een huisje van peperkoek. Tijdens het decoreren stort dit koekhuis echter in elkaar en blijven er alleen kruimels over. |
|                    | 116        | 2019          | Afval                                                                 | Ledovka              | Marek Beneš        | Het is glad buiten en alles is bedekt met een laag ijs. Omdat het Pat en Mat door de gladheid niet lukt het afval in de vuilnisbakken te gooien besluiten ze zich al ijshockeyend van het afval te ontdoen. |
|                    | 117        | 2019          | Iglo                                                                  | Iglú                 | Marek Beneš        | De lente is aangebroken en Pat en Mat genieten van de eerste zonnestralen. Als er plotseling een sneeuwstorm opsteekt, besluiten ze een iglo te maken. |
| Voetnoten          |            |               |                                                                       |                      |                    | |
| Seizoen 10         | Seizoen 10 | 2019-2020     | Pat en Mat op avontuur Buurman en Buurman experimenteren er op los    | Pat a Mat kutí       |                    | |
|                    | 118        | 2019          | Pannenkoeken                                                          | Palačinky            | Marek Beneš        | Pat en Mat hebben na de lunch nog trek in iets zoets. Ze bedenken iets om pannenkoeken mee te bakken. |
|                    | 119        | 2019          | Vliegmachine                                                          | Létající stroj       | Marek Beneš        | Pat en Mat gaan een vliegmachine maken. Doordat ze nogal problemen hebben met het laten vliegen van het apparaat, gaat het uiteraard niet meteen goed. |
|                    | 120        | 2020          | Popcorn                                                               | Popcorn              | Marek Beneš        | Wanneer Pat en Mat televisie aan het kijken zijn en zin hebben in nog meer popcorn, bedenken ze iets waarmee ze in de open haard popcorn kunnen maken. |
|                    | 121        | 2020          | Meubels                                                               | Nábytek              | Marek Beneš        | Als de keuken kapot gaat bestellen Pat en Mat een nieuwe. Wanneer de bestelling geleverd wordt volgen ze niet de handleiding voor het monteren ervan. |
|                    | 122        | 2019          | Autowasstraat                                                         | Automyčka            | Marek Beneš        | Pat en Mat komen thuis met een erg vieze auto. Ze besluiten een wasstraat te bouwen bij hun huis. |
|                    | 123        | 2019          | Oogst                                                                 | Sklizeň              | Marek Beneš        | De appelbomen doen het goed in de tuin van de buurmannen. Ze bedenken een plan om cider van appels te maken. |
|                    | 124        | 2019          | Beveiliging (film) / Appels (tv)                                      | Fotopast             | Marek Beneš        | Iedere nacht verdwijnen er appels uit de appelboom van de buurmannen. Ze maken plannen om een aantal vallen te maken. |
|                    | 125        | 2020          | IJs maken                                                             | Výroba ledu          | Marek Beneš        | Het is een warme zomerdag en Pat en Mat drinken limonade, maar er is geen ijs meer. In het zwembad gaan de buurmannen een groot ijsblokje maken. |
|                    | 126        | 2020          | Buizenpost                                                            | Potrubní pošta       | Marek Beneš        | Pat en Mat communiceren op een zeer creatieve manier met elkaar tussen hun twee huizen. |
|                    | 127        | 2020          | BBQ                                                                   | Barbecue             | Marek Beneš        | Pat en Mat hebben een nieuwe barbecue gekocht en willen deze meteen uitproberen. |
|                    | 128        | 2020          | Grill                                                                 | Pizza                | Marek Beneš        | Pat en Mat gaan pizza eten. Wanneer blijkt dat de pizza niet in de oven kan, gaan ze een eigen grill bouwen. |
|                    | 129        | 2020          | Brood bakken                                                          | Pečou chleba         | Marek Beneš        | Pat en Mat bakken brood, maar een moderne manier wordt vervangen voor het echte ambacht. |
|                    | 130        | 2020          | Poort                                                                 | Garážová vrata       | Marek Beneš        | De automatische garagedeur is kapot. Pat en Mat gaan hem repareren. |
| Voetnoten          |            |               |                                                                       |                      |                    | |